# دارين بارنت (ممثل، مواليد 1991)
دارين تشارلز بارنت (بالإنجليزية: Darren Charles Barnet؛ مواليد 27 أبريل 1991) هو ممثل أمريكي. اشتهر بلعب دور باكستون هول يوشيدا في سلسلة نتفليكس لم يسبق لي أبدا.

## وصلات خارجية
- دارين بارنت على موقع IMDb (الإنجليزية)
- دارين بارنت على موقع قاعدة بيانات الفيلم (الإنجليزية)